# Полнер, Иван Иванович
Иван Иванович Полнер (1820—1892) — российский государственный деятель, сенатор. Действительный тайный советник (1884).

## Биография
Родился 19 марта 1820 года.  В службе и в классном чине с  1841 года после окончания юридического факультета Императорского Харьковского университета, служил по министерству просвещения. С 1846 года столоначальник канцелярии Новороссийско-Бессарабского генерал-губернатора.
С 1851 года  обер-секретарь 1-го Отделения 3-го Департамента Правительствующего Сената. С 1855 года назначен на должность Нижегородского губернского прокурора. С 1859 года юрисконсульт при обер-прокуроре Святейшего Правительствующего синода. С 1860 года произведён в статские советники, в 1862 году   в — действительные статские советники, в 1865 году в — тайные советники. С 1866 года член Санкт-Петербургской уголовной палаты. С 1867 года председателем Харьковской судебной палаты.
С 1869 года сенатор Кассационного департамента, с 1890 года Департамента герольдии и  Общего собрания Судебного и Межевого Департаментов Правительствующего сената. С 1881 года председатель Комиссии для изготовления нового издания Судебных уставов. С 1883 года действительный член Совета Императорского Человеколюбивого общества. С 8 апреля 1884 года произведён в действительные тайные советники.
Был награждён всеми российскими орденами вплоть до ордена Святого Александра Невского с бриллиантовыми знаками пожалованные ему 1 января 1892 года.
Умер 8 июля 1892 года в Санкт-Петербурге.